# Newboro
Newboro – wieś w gminie Rideau Lakes w prowincji Ontario w Kanadzie. Znajduje się nad brzegiem jeziora Newboro Lake, na przesmyku pomiędzy nim a Upper Rideau Lake. W pobliżu wsi znajduje się śluza Newboro na kanale Rideau, o różnicy wysokości 2,4 m. W latach 1966–67 śluzę przebudowano z ręcznej na elektryczno-hydrauliczną. Jest jedną z dwóch śluz na kanale, która nie jest ręczna.
Miejscowość jest najwyższym punktem na kanale Rideau.